# Erlöserkirche (Wuppertal)

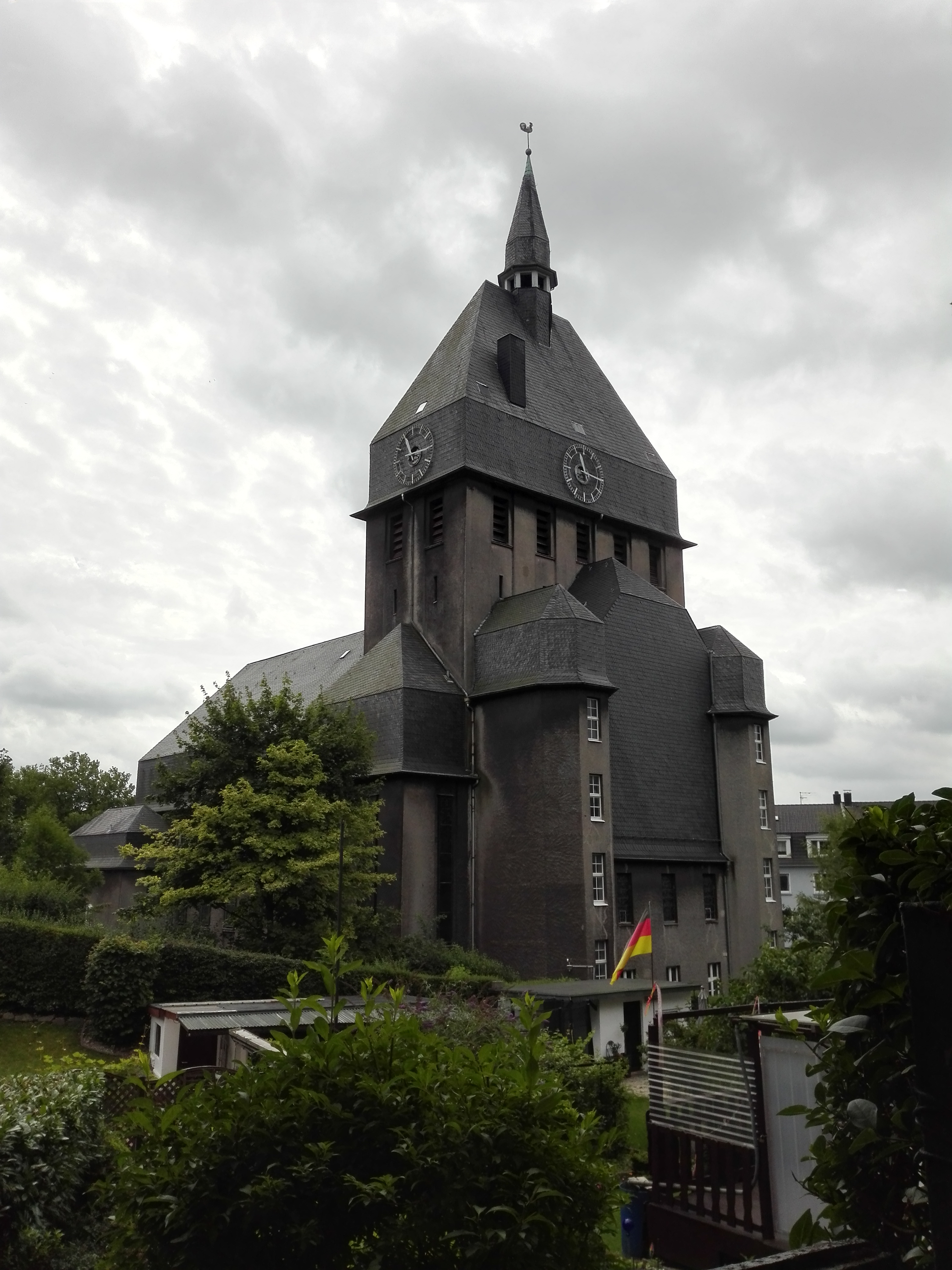
Ansicht von Westen

Die Erlöserkirche (ⓘ) im heutigen Wuppertaler Stadtbezirk Barmen ist neben der Hottensteiner Kirche die zweite Predigtstätte der Evangelischen Kirchengemeinde Wichlinghausen-Nächstebreck im Kirchenkreis Wuppertal der Evangelischen Kirche im Rheinland.

## Geschichte
Die evangelisch-lutherische Kirchengemeinde Wichlinghausen beschloss im Jahre 1912 einen Neubau für die westlichen Neubaugebiete des Stadtteils. Ursprünglich war ein einfacher Betsaal ohne Turm vorgesehen, schließlich entschied man sich aber doch für einen Kirchbau, dessen Turm mit dem Wetterhahn der Alten Wichlinghauser Kirche von 1744 geschmückt wurde. Die Kirche wurde nach Plänen des Barmer Architekten Wilhelm Werdelmann 1913–1914 errichtet, seitdem war sie feste Predigtstätte des Westbezirks der lutherischen Gemeinde Wichlinghausens.
1984 wurde die lutherische Gemeinde mit der reformierten Gemeinde Wichlinghausens vereinigt, 2003 kam auch die ehemals eigenständige Gemeinde Nächstebreck mit der Hottensteiner Kirche zur Gemeinde, welche seitdem den Namen Evangelische Kirchengemeinde Wichlinghausen-Nächstebreck trägt. Mit Schließung der Wichlinghauser Kirche im Zentrum des Stadtteils verbleibt die Erlöserkirche als einzige Predigtstätte in Wichlinghausen, befindet sich aber am äußersten westlichen Rand der Gemeinde.
Am Sonntag, den 30. Oktober 2016 wurde die Kirche Opfer einer Brandstiftung, welche die Innenausstattung und die Orgel schwer beschädigte. Zwar ist der Gottesdienstsaal 2017 weitgehend instand gesetzt, die Gemeinderäume im Untergeschoss blieben allerdings aufgrund längerer Bauarbeiten bis 2020 unbenutzbar.

## Baubeschreibung

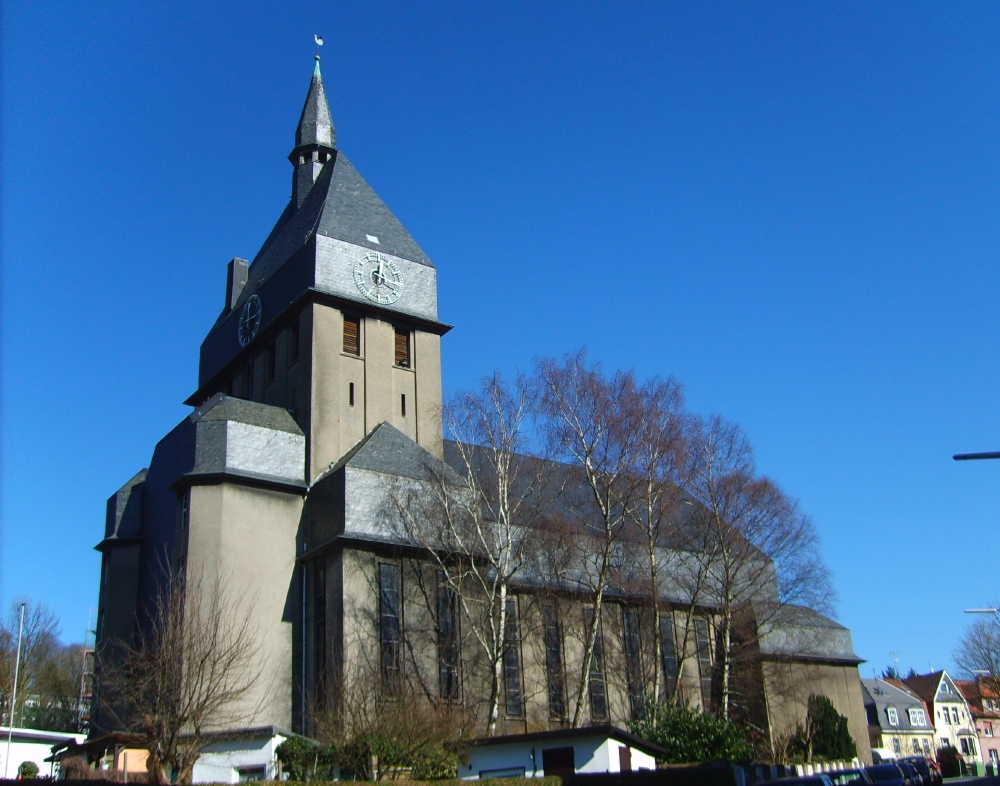
Ansicht von Süden

Der wuchtige, mehrgeschossige, nach Westen ausgerichtete Bau im so genannten Heimatstil enthielt außer dem Kirchraum verschiedene Gemeinderäume und eine Küsterwohnung im Erdgeschoss, über dem sich der Gottesdienstraum befindet. Superintendent Bausch berichtete vor der Kreissynode 1914, die Kombination der Bauweise sei „eine Verbindung von Kirche und Gemeindehaus, wie sie vielleicht in Zukunft noch mehr in den Großstädten folgen wird.“ Die Umbauten mehrerer Wuppertaler Kirchen nach dem Zweiten Weltkrieg (so Neue Kirche und Christuskirche in Elberfeld) haben diese Vermutung bestätigt.
Nach außen erweckt der schiefergedeckte Bau mit hohen Mansarddächern den Eindruck einer Anlage auf dem Grundriss eines lateinischen Kreuzes mit Vierungsturm; Turm und Seitenflügel sind jedoch Anbauten ohne Zusammenhang mit dem Innenraum zu verschiedenen Zwecken. Von außen präsentiert sich der verputzte Bau monumental und doch sehr schlicht für seine Zeit, der Kirchraum im Innern mit 1.200 Plätzen war tonnengewölbt und mit stützenlosen Emporen an drei Seiten umgeben. Der zentrale Aufbau von Kanzel und Altar unter der Orgelempore konnte durch einen Vorhang vom übrigen Kirchraum abgetrennt werden, die ursprünglich lose Bestuhlung ermöglichte eine variable Nutzung des Kirchraums. Nach geringen Kriegsschäden wurde das variable Nutzungskonzept des Raums 1954 mit dem Einbau von Kirchenbänken eingeschränkt, was bei einer neuerlichen Renovierung 1988 wieder zurückgenommen wurde. 

## Orgel

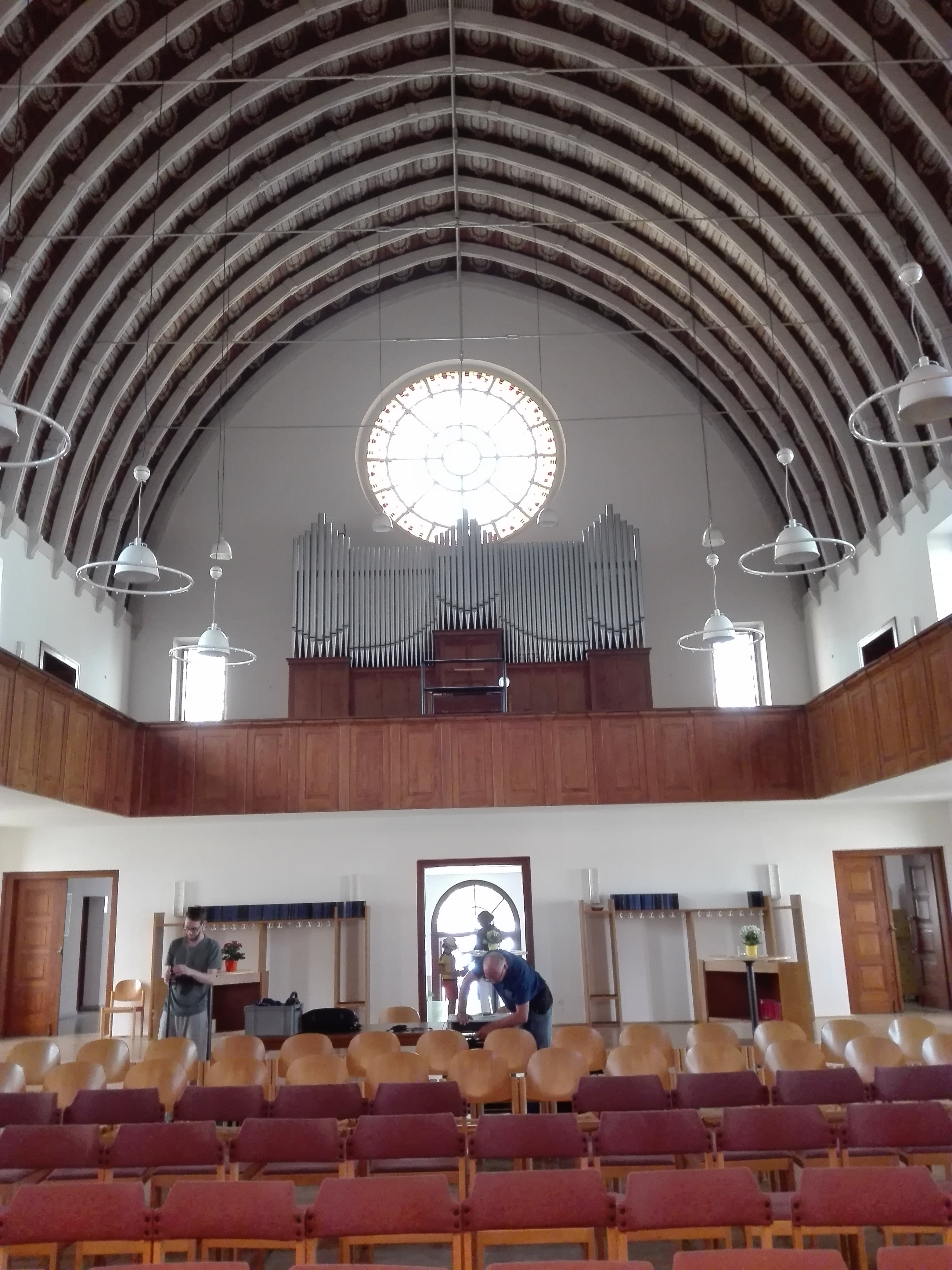
Orgelprospekt auf der Ostempore

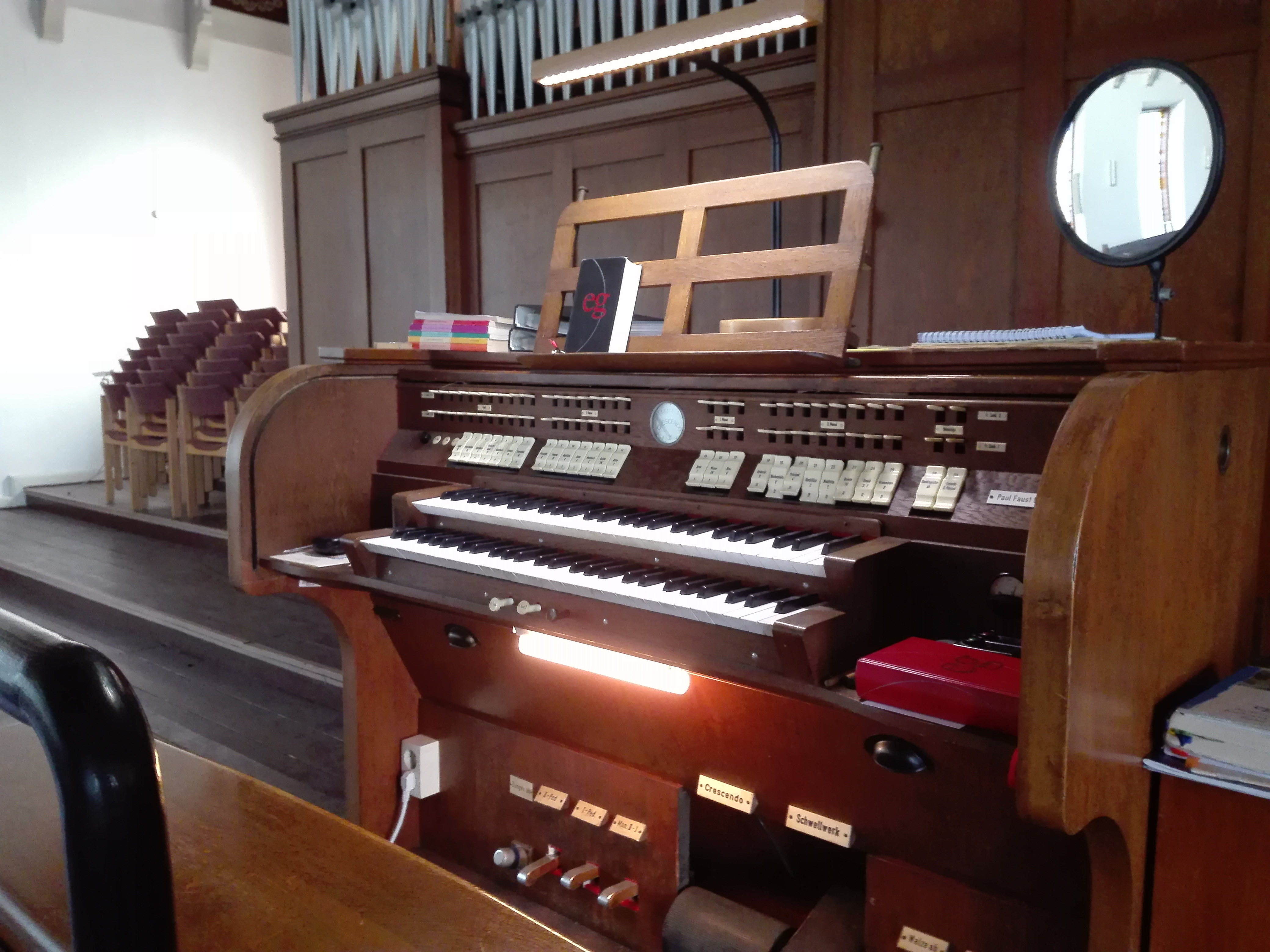
Spieltisch

Die heutige Orgel der Erlöserkirche wurde in den Siebzigerjahren durch die Gemeinde gebraucht erworben und gegenüber der alten Orgel auf der Ostempore aufgestellt. Sie wurde 1951 von dem Unternehmen Paul Faust aus Schwelm erbaut und ersetzte die erste Orgel der Kirche, welche auf einer separaten Empore über dem Altarbereich aufgestellt wurde. Aus optischen Gründen wurden beim Rückbau die freistehenden Prinzipalpfeifen auf der Empore belassen, sie sind noch heute vorhanden. Die heutige Faust-Orgel verfügt über 25 Register auf zwei Manualen und Pedal.
| Pedal C–f1       |     |
| Fagott           | 16′ |
| Rauschpfeife III |     |
| Choralbass       | 4′  |
| Gedecktbass      | 8′  |
| Oktavbass        | 8'  |
| Subbass          | 16′ |
| Contrabass       | 16′ |

| I Hauptwerk C–g3 |       |
| Prinzipal        | 8′    |
| Pommer           | 16′   |
| Rohrflöte        | 8′    |
| Octav            | 4′    |
| Gemshorn         | 4′    |
| Quinte           | 2 ⁄3′ |
| Octav            | 2′    |
| Octav            | 1′    |
| Mixtur           | 1 ⁄3′ |
| Oboe             | 8′    |

| II Schwellwerk C–g3 |       |
| Gedeckt             | 8′    |
| Weidenpfeife        | 8′    |
| Prinzipal           | 4′    |
| Blockflöte          | 4′    |
| Waldflöte           | 2′    |
| Quinte              | 1 ⁄3′ |
| Zimbel III          | 1′    |
| Krummhorn           | 8′    |

- Koppeln: II/I, I/P, II/P
- Spielhilfen: Tutti, Crescendowalze